# Capulálpam de Méndez
Capulálpam de Méndez ist ein Bergdorf mit ca. 1.300 Einwohnern und Verwaltungssitz einer Gemeinde (municipio) mit insgesamt ca. 1.500 Einwohnern im Norden des Bundesstaates Oaxaca in Mexiko. Der Ort ist als Pueblo Mágico eingestuft.

## Toponym
Der Name des Ortes ist zusammengesetzt aus dem Wort capulín, einer Wildkirschenart (Prunus salicifolia) und dem Namen eines Mitstreiters von Benito Juárez.

## Lage und Klima
Der Ort Capulálpam liegt in den Bergen der Sierra Norte ca. 75 km (Fahrtstrecke) nordöstlich der Stadt Oaxaca de Juárez in einer Höhe von ca. 2065 m. Der bekanntere und größere Nachbarort Ixtlán de Juárez ist nur ca. 10 km in nordwestlicher Richtung entfernt. Das Klima ist wegen der Höhenlage gemäßigt; Regen (ca. 950 mm/Jahr) fällt hauptsächlich während des Sommerhalbjahrs.

## Wirtschaft
Im Jahr 1775 wurde in der Umgebung ein Gold- und Silberbergwerk in Betrieb genommen; dessen Erträge flossen zu einem nicht unerheblichen Teil in die Ausgestaltung der Kirche. Die Menschen der Region leben noch heute weitgehend als Selbstversorger von den Erträgen ihrer Felder (Mais, Weizen) und Gärten (Kartoffeln, Bohnen, Tomaten, Chili etc.) Viehzucht (Hühner) wird nur in geringem Umfang betrieben. Seit Beginn des 21. Jahrhunderts ist der Tourismus als Einnahmequelle des Ortes hinzugekommen; auch traditionelle indianische Heilkünste werden offeriert.

## Geschichte
Über die Geschichte des Ortes und seines Umlandes ist nur wenig bekannt. Die hier lebenden Zapoteken-Indianer leisteten sowohl Widerstand gegen die aztekische als auch gegen die spanische Okkupation.

## Sehenswürdigkeiten
- Das Ortsbild mit seinen verwinkelten indianischen und geraden spanischen Straßen und seinen in unterschiedlichen Farben gestrichenen Häusern ist durchaus sehenswert.
- Die Pfarrkirche San Mateo stammt aus dem 17./18. Jahrhundert. Beide Türme verfügen über ein Glockengeschoss. Das mit zahlreichen, zum Teil vergoldeten, Schnitzaltären bestückte Kirchenschiff hat eine imposante Holzdecke mit Zugankern. Der Hauptaltar in der flach schließenden Apsis ist ein Meisterwerk im Stil des Churriguerismus.

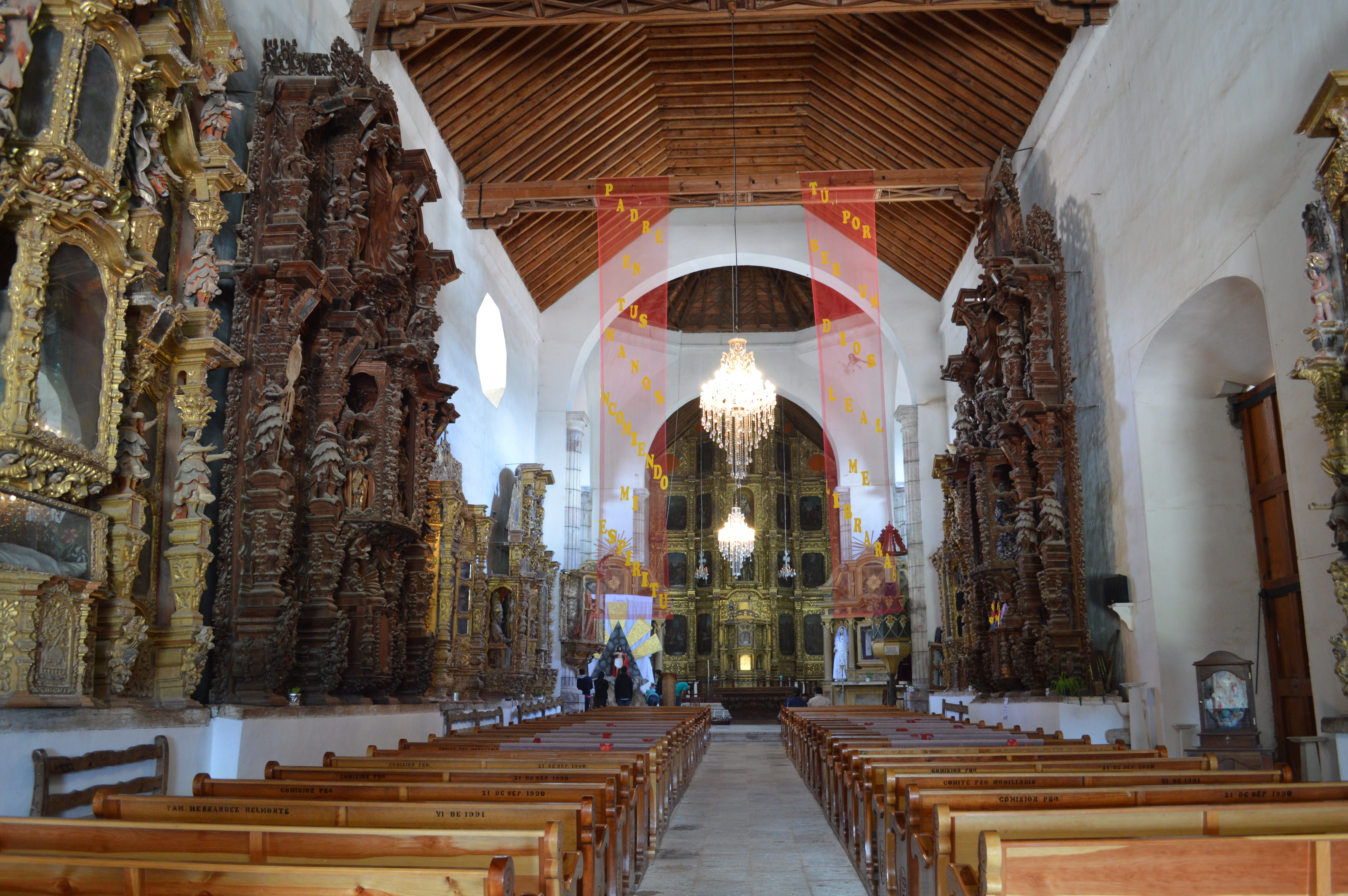
Kirchenschiff
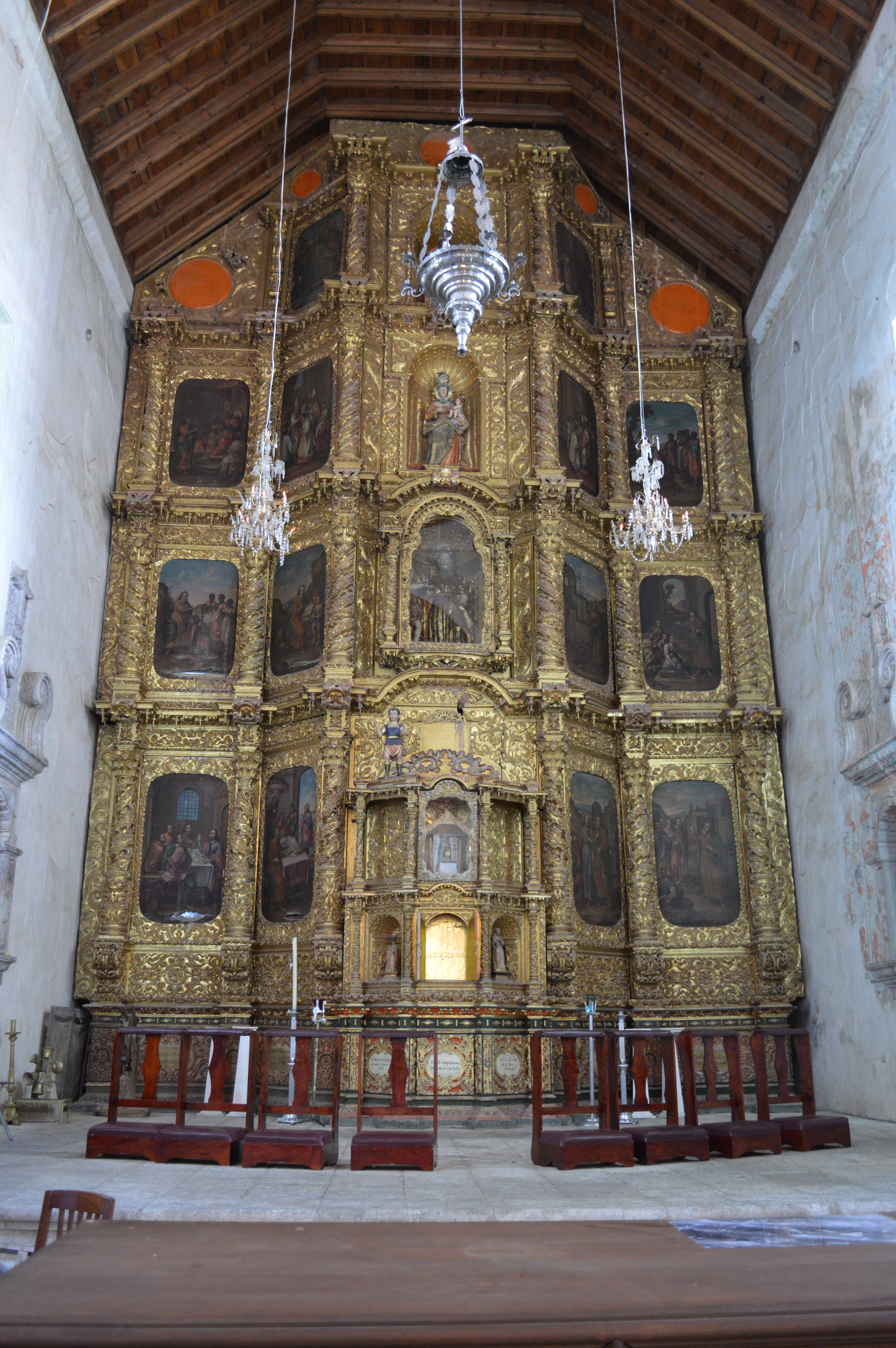
Hochaltar
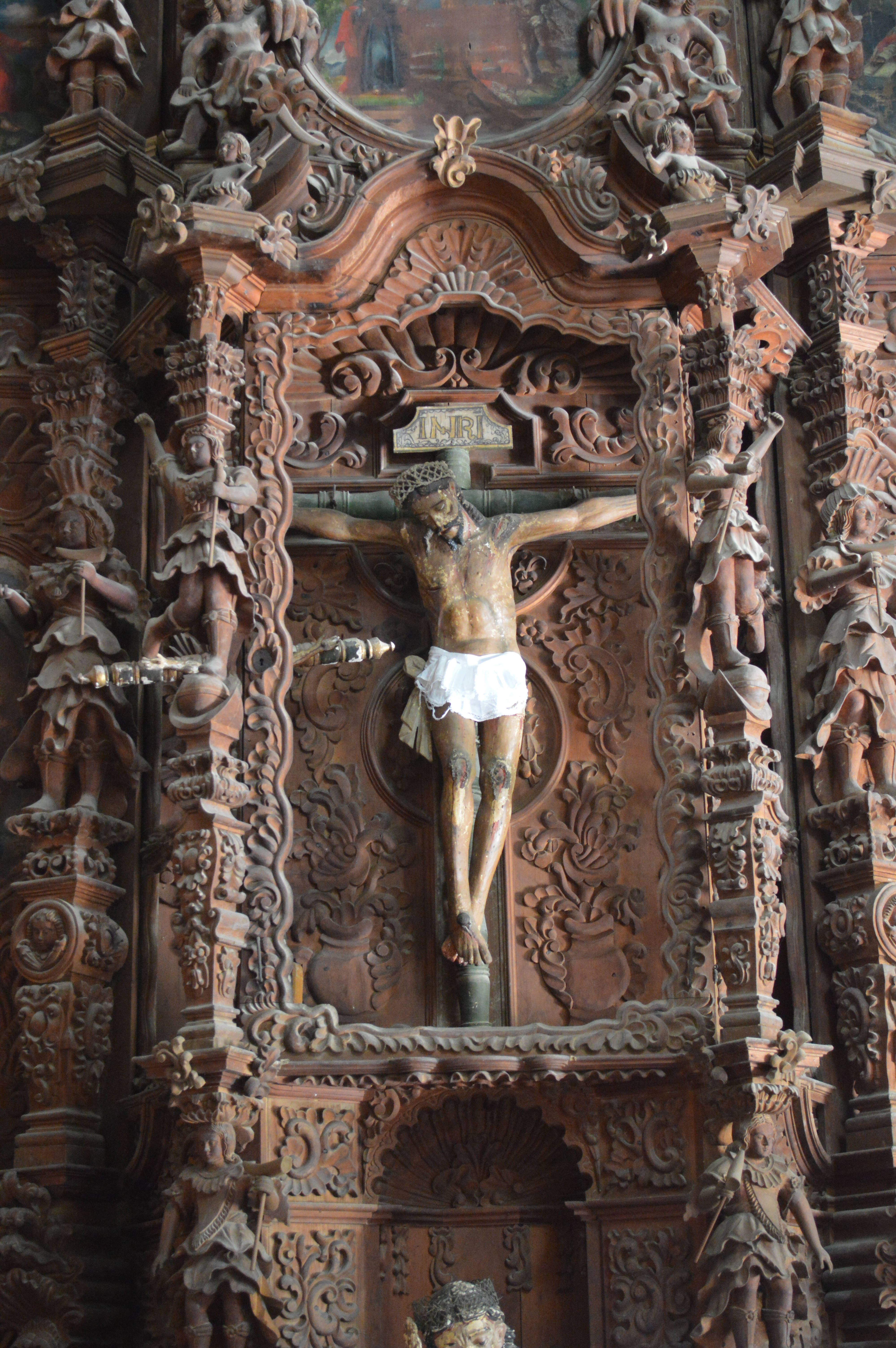
Gekreuzigter Christus in einem Seitenaltar
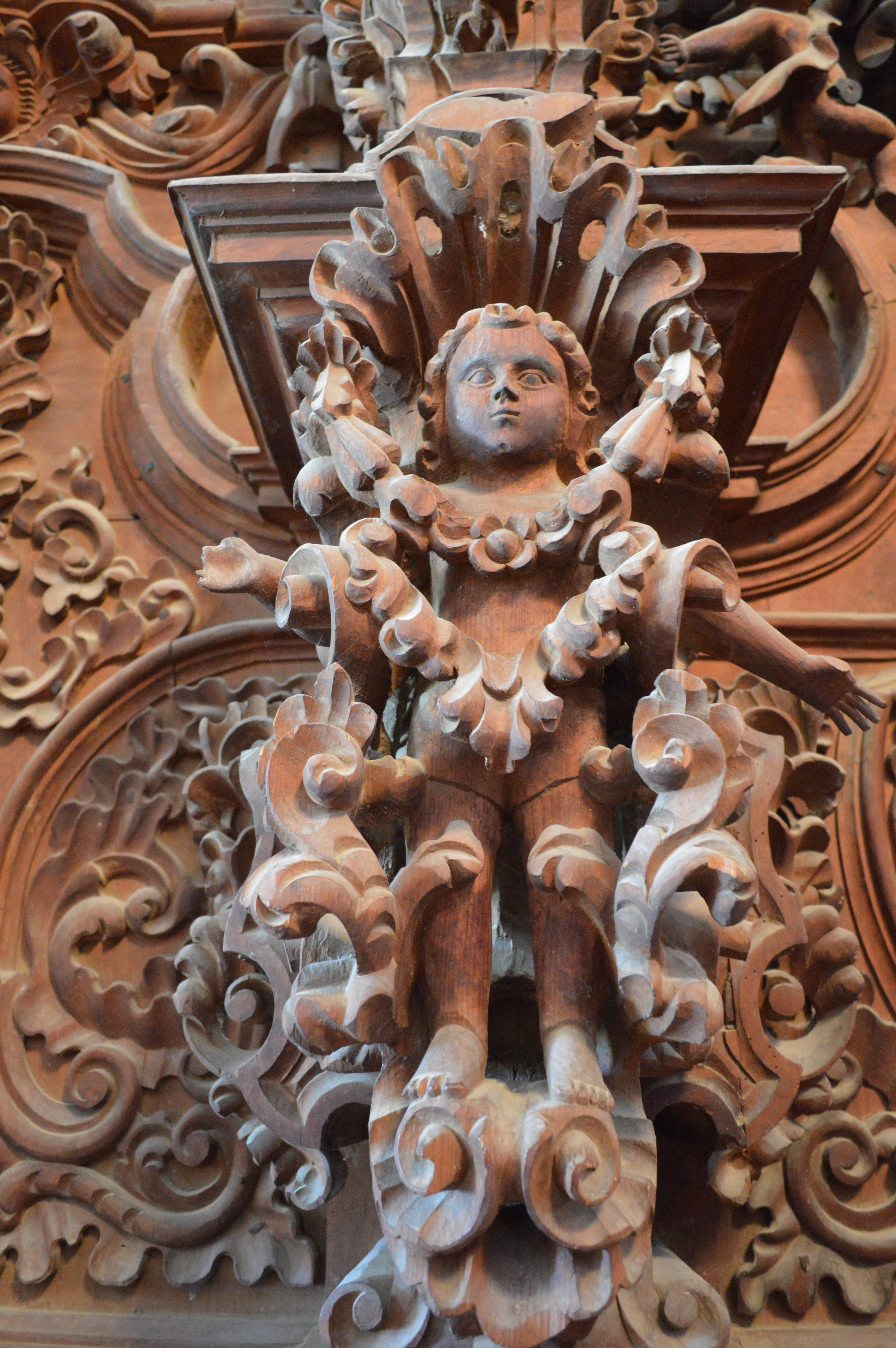
Schnitzerei (Putto)